# لاکهید پی-۲ نپتون
لاکهید پی-۲ نپتون (به انگلیسی: Lockheed P-2 Neptune) یک هواگرد ساختِ کارخانهٔ لاکهید کورپوریشن در کشور ایالات متحده آمریکا است . نخستین استفاده‌کنندهٔ این هواگرد نیروی دریایی ایالات متحده آمریکا بوده‌است. این هواگرد برای نخستین بار در ۱۷ مه ۱۹۴۵ میلادی مورد استفاده قرار گرفت.